# Graulhet
Graulhet – miejscowość i gmina we Francji, w regionie Oksytania, w departamencie Tarn.
Według danych na rok 1990 gminę zamieszkiwały 13 523 osoby, a gęstość zaludnienia wynosiła 238 osób/km² (wśród 3020 gmin regionu Midi-Pireneje Graulhet plasuje się na 15. miejscu pod względem liczby ludności, natomiast pod względem powierzchni na miejscu 70.).